# Rassissement

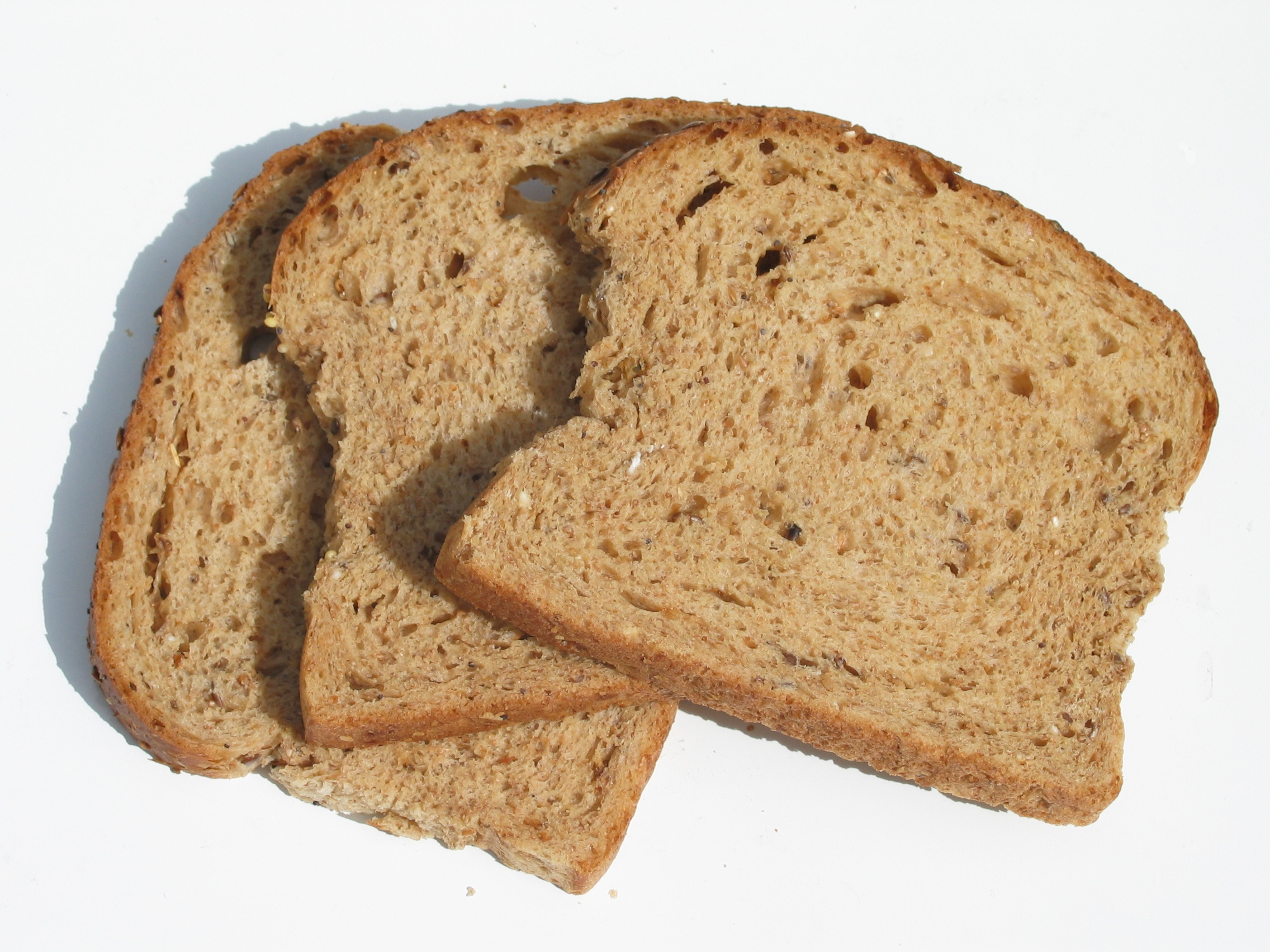
Pain rassis

En boulangerie et pâtisserie, le rassissement est une dégradation des qualités gustatives des pâtes battues (biscuit, génoise…), des pâtes levées fermentées (pain, brioche…), des pâtes levées non fermentées (cakes, madeleines…), causée non par la déshydratation mais par la cristallisation de l'amidon de la partie molle de la pâte qui devient plus dure (phénomène de rétrogradation de l'amidon (en)). 
En boucherie, les termes rassir et rassissement sont employés pour désigner la maturation de la viande après l'abattage, généralement pendant quelques jours. Cette méthode est indispensable pour la viande bovine par exemple.

## Mécanisme
Le mécanisme du rassissement est surtout étudié pour le pain. Il n'est pas simplement un processus de séchage dû à l'évaporation. La rétrogradation de l'amidon et la redistribution de l'eau à l’intérieur du pain sont reconnues comme les facteurs les plus importants de ce processus. Un mécanisme important est le relargage de l'humidité des granules d'amidon dans les espaces interstitiels. La perte de poids de la mie augmente, mais une partie de cette eau est piégée dans la croûte qui devient alors plus molle et perd sa croustillance alors que la mie devient plus terne, moins élastique et tend à s'émietter. Les molécules d'amylose et d'amylopectine de l'amidon se réalignent, provoquant une recristallisation. On parle également de rétrogradation de l'amidon. Cela donne au pain rassis une texture dure et coriace. Le pain est moins digeste et la valeur nutritionnelle peut être modifiée. Le pain rassit même dans un environnement humide, et même plus rapidement à des températures juste au-dessus du point de congélation.

## Limitation du rassissement
Alors que la vitesse de rassissement est maximale à 4 °C, le processus peut être stoppé par congélation et même inversé par la température élevée d'un four ou d'un grille-pain, le réchauffage resolubilisant les molécules d'amylose dans l'eau, ce qui réassouplit et lui redonne en partie sa saveur initiale. Il peut également être ralenti par l'emploi d'émulsifiants.